# Anthophora onosmarum
Anthophora onosmarum là một loài Hymenoptera trong họ Apidae. Loài này được Morawitz mô tả khoa học năm 1876.